# Рунівщина (Полтавський район)
Руні́вщина — село в Україні, у Новоселівській сільській громаді Полтавського району Полтавської області. Населення становить 791 осіб. До 2020 орган місцевого самоврядування — Рунівщинська сільська рада.

## Географія
Село Рунівщина знаходиться на правому березі річки Свинківка, вище за течією на відстані в 2,5 км розташоване село Петрашівка, нижче за течією на відстані 3 км розташоване село Березівка, на протилежному березі — село Божківське. Поруч проходить автомобільна дорога Т 1707.

## Історія
Назава села Рунівщина походить від прізвища польської княгині Рунівської, котра проживала в цій місцевості та заснувала село. В 1923—1930 роках село Рунівщина була центром Рунівщинського району Полтавської округи.
12 червня 2020 року, відповідно до розпорядження Кабінету Міністрів України № 721-р «Про визначення адміністративних центрів та затвердження територій територіальних громад Полтавської області», село увійшло до складу Новоселівської сільської громади.
19 липня 2020 року, в результаті адміністративно - територіальної реформи та ліквідації Полтавського району(1925-2020), село увійшло до складу новоутвореного Полтавського району.

## Економіка
- Агрооб'єднання «Зоря».

## Об'єкти соціальної сфери
- Школа.
- Будинок культури.

## Відомі люди
- Глушко Олександр Вікторович (1984—2021) — солдат Збройних сил України, учасник російсько-української війни[4].
- Горожанкін Сергій (26 травня 2002 р. —12 березня 2022 р.) — український військовик, учасник російсько-української війни[5].
- Сергеєв Микола Анатолійович (2 лютого 1990 р. — 11 лютого 2023 р.) - український військовий, учасник російсько-української війни.
- Ткаченко Іван (17.07.1893 — н/д) — поручник Армії УНР. У листопаді 1920 р., в складі Армії УНР, перейшов на західний берег Збруча та був інтернований польською владою. Станом на березень-квітень 1921 р. служив поручником у 4-му стрілецькому ім. Петра Дорошенка курені 2-ї Запорізької бригади 1-ї Запорізької стрілецької дивізії та перебував у таборі інтернованих в м. Вадовиці, Польща.